# Lycophotia approximata
Lycophotia approximata är en fjärilsart som beskrevs av Barend J. Lempke 1962. Lycophotia approximata ingår i släktet Lycophotia och familjen nattflyn. Inga underarter finns listade i Catalogue of Life.